# Remington Модель 788
Remington Модель 788 — гвинтівка з ковзним затвором під набій центрального запалення, яку випускала компанія Remington Arms з 1967 по 1983 роки. Гвинтівка являла собою недорогу мисливську зброю для конкурування з недорогими гвинтівками інших виробників, а також з власною дорогою лінійкою Модель 700. Модель 788 має однорядний знімний магазин на 3 набої. Модель під набій .22 кільцевого запалення мала свій модельний ряд під назвами 580, 581 або 582 залежно від методу живлення. Цільову версію під набій .22 калібру 58x серії, 540X, використовували військові США в якості навчальної, а пізніше була утилізована за Програмою цивільної марксманської стрільби.

## Конструкція
Remington 788 має дві визначні конструктивні риси. Перша — затвор з заднім упором. Затвор має дев'ять бойових виступів у три ряди по три виступи в кожному. Вони змикаються зі ствольною коробкою за отвором магазина. Через свою конструкцію руків'я затвора обертається лише на 60 градусів при відкриванні, що дає більше вільного простору для прицілів порівняно з 90 градусами, які необхідними для Моделі 700 та інших гвинтівок з двома упорами. Рух затвора також обмежено через задній упор. Затвор на зображені від моделі 1975 року для гвинтівки під набій .308 Winchester. Щоб обертати затвор запобіжник потрібно перевести в позицію «вогонь» або «вимкнено». Гвинтівки які випускали з 1975 по 1983 роки мали затвори без замка, тому оперувати ним можна лише коли запобіжник ввімкнено. Іншою відмінною рисою є ствольна коробка. Гвинтівка має отвір ежектора схожий на такі самі, як і у гвинтівок з ковзним затвором і немає канавок для виступів затвора. Через однорядний магазин отвір в нижній частині ствольної коробки менший у порівнянні з гвинтівками які мають дворядні магазини. Після завершення механічної обробки цих менших отворів у ствольній коробці між отвором викиду та сусіднім отвором подачі залишається більше сталі, а також значно більше сталі в цілому там, де всі ствольні коробки мають найменшу міцність. Ці характеристики в сукупності роблять ствольну коробку Remington 788 жорсткішою і міцнішою, ніж більшість, якщо не всі, конкуруючі конструкції, включаючи гвинтівку Remington 700, яка має такий самий зовнішній діаметр ствольної коробки. Точність гвинтівки має тенденцію трохи збільшуватися в міру збільшення жорсткості ствольної коробки, оскільки це трохи зменшує відхилення ствола під час стрільби. Таким чином, Remington 788 має конструктивну основу для створення точної гвинтівки.

## Варіанти

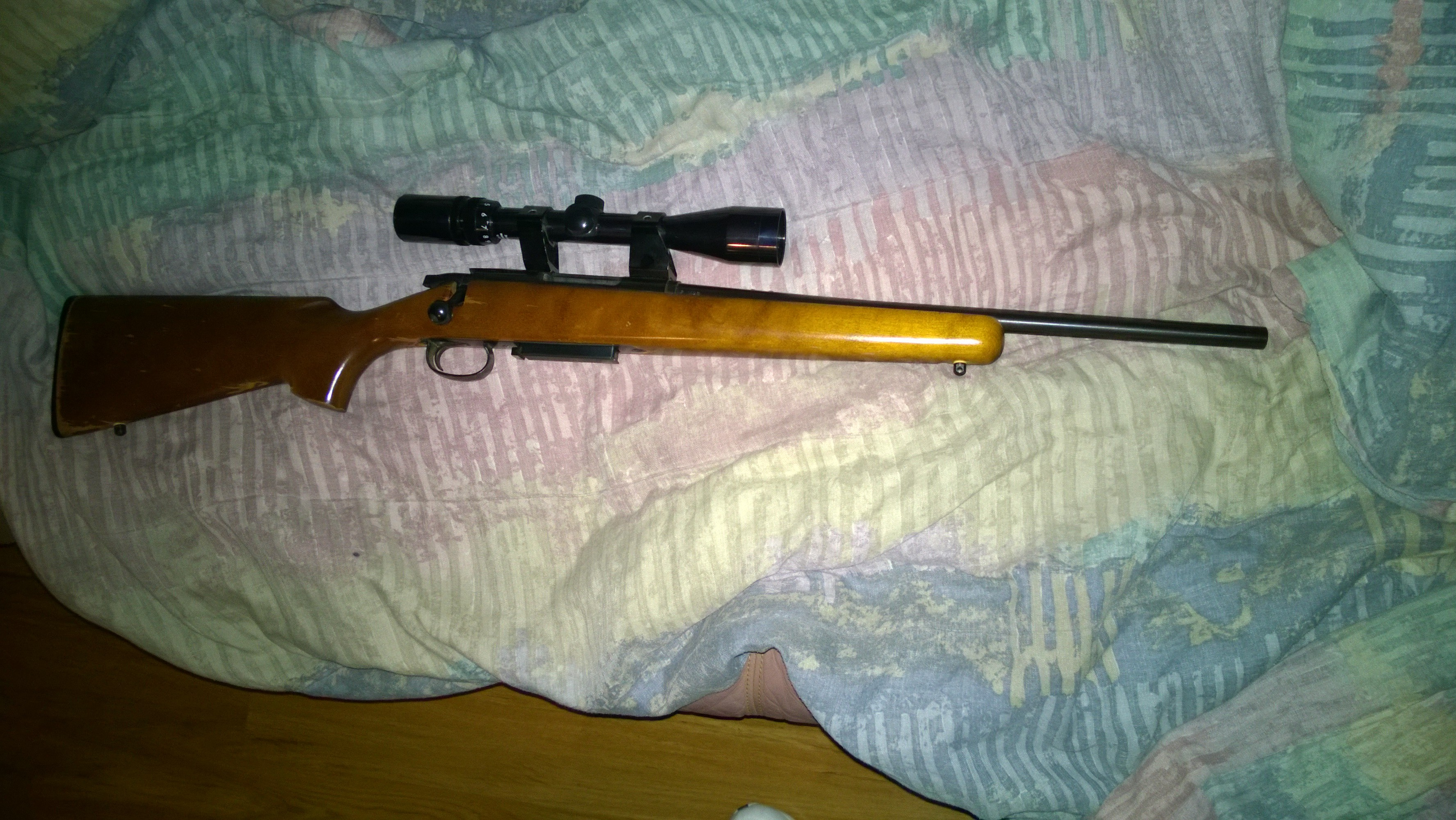
Remington 788 зі стволом довжиною 470 мм під набій 243 Win зроблений в 1982 році.

Версію для шульги випускали під набої .308 та 6mm Remington. Карабін зі стволом довжиною 470 мм випускали під набої .308 Winchester, 7mm-08 та .243. В 1980 році було перероблено приклад, це була єдина значна зміна за всю історію виробництва. Нижче наведено таблицю з розбивкою по калібрах, року виробництва та конфігурації за 15 років випуску.
| Гвинтівка          | Рік             | Зі стволом 470 мм |
| ------------------ | --------------- | ----------------- |
| .222 Rem           | 1967–1980, 1982 |                   |
| .223 Rem           | 1975            |                   |
| .22-250 Rem        | 1967            |                   |
| .243 Win           | 1968            | 1980              |
| 6mm Rem            | 1969–1980       |                   |
| 6mm Rem Left Hand  | 1969–1980       |                   |
| 7mm-08 Rem         |                 | 1980              |
| .308 Win           | 1969            |                   |
| .308 Win Left Hand | 1969–1980       | 1980              |
| .30-30 Win         | 1967–1970       |                   |
| .44 Rem Mag        | 1967–1970       |                   |